# Augustine Pulu
Pour les articles homonymes, voir Pulu (homonymie).

a Compétitions nationales et continentales officielles uniquement.

b Matchs officiels uniquement.
Dernière mise à jour le 7 décembre 2022.
Augustine William Pulu, né le 4 janvier 1990 à Otahuhu dans la banlieue d'Auckland, est un joueur de rugby néo-zélandais évoluant au poste de demi de mêlée. Il joue en équipe nationale avec les All Blacks en 2014, puis avec les Tonga à partir de 2022, et en club avec les Hino Red Dolphins.

## Carrière

### En province et en franchise
Augustine Pulu poursuit sa scolarité au Wesley College. Il évolue dans les différentes sélections de jeunes de la province de Counties Manukau. Il joue un rôle important lors de la première victoire de Counties Manukau dans la compétition du Ranfurly Shield en 2013 et reçoit le titre de joueur de l'année de cette province,.
Les performances d'Augustine Pulu avec les Counties Manukau en 2012 lui permettent de faire ses débuts avec la franchise des Chiefs cette même année. Lors de la saison 2012 de l'ITM Cup (en), la province des Counties Manukau remporte le championnat permettant d'accéder au Premiership, le plus haut niveau des fédérations régionales pour la saison saison 2013 de l'ITM Cup (en).
Augustine Pulu fait partie de l'équipe des Chiefs qui remporte le Super 15 en 2012 et en 2013. Ce sont les premiers titres de la franchise néo-zélandaise. S'il est seulement remplaçant en 2012 avec huit matchs disputés, il est titulaire à quatre reprises en 2013. En 2014 et en 2015, il continue à jouer régulièrement le Super 15.

### En équipe nationale
Augustine Pulu fait ses débuts internationaux contre les États-Unis le 1er novembre 2014 à Chicago. Il joue un nouveau match avec les All Blacks le 15 novembre 2014 contre l'Écosse au Murrayfield Stadium pour une nouvelle victoire.

## Palmarès
Augustine Pulu remporte le Ranfurly Shield en 2013 avec les Counties Manukau avec qui il évolue au plus haut niveau depuis 2013.
En franchise, il remporte les éditions 2012 et 2013 du Super 15.